# Salvia spinosa
Salvia spinosa — вид квіткових рослин із родини глухокропивових (Lamiaceae)

## Біоморфологічна характеристика
Це прямовисна багаторічна трав'яниста рослина зі злегка розгалуженим стеблом; може виростати до 20–60 см у висоту. Свіжа ціла рослина дає близько 0,2% ефірної олії, що містить 13,5% l-гексанолу, 55% l-ліналолу, сесквіптерпенів, оцтової кислоти, ізовалеріанової кислоти та альдегіду. Олія локалізована в суцвіттях; склад її різний у різних частинах рослини. Олія має приємний запах, нагадує запах шавлії; вона важча від води і водорозчинна. Стебла поодинокі, чотиригранні, знизу від залозисто-волосистих до ворсинчастих, зверху густо залозисті. Листки прості, широко яйцеподібних до яйцювато-довгастих, ≈ 8–12 × 4.5–8 см, ± вовнисті. Суцвіття волотисте. Чашечка трубчаста, ≈ 20 мм, зеленувато-жовта, злегка розширюється і твердіє в плодах до ≈ 22 мм, залозисто-жорстко-волосиста; верхня губа однаково тризуба, при плодах колюча. Віночок білий, ≈ 24 мм; трубка пряма, ≈ 17 мм, зверху трохи розширюється, всередині гола; верхня губа вигнута. Горішки ± кулясті, округлі трикутні, ≈ 3 × 2.7 мм.

## Середовище проживання
Вид поширений у Північній Африці, західній і центральній Азії.
Населяє степ, перелоги, виноградники.

## Використання
Рослина збирається з дикої природи для місцевого використання як ліки. Подрібнене насіння прикладають до зубів як засіб від зубного болю.